# Cammeo Gonzaga
Il Cammeo Gonzaga è un'opera della glittica arte ellenistica in sardonice (15,7x11,8 cm), databile forse al III secolo a.C. e conservato oggi nel Museo dell'Ermitage a San Pietroburgo.

## Storia
Il nome del cammeo richiama le collezioni Gonzaga di cui faceva parte. In particolare è menzionato per la prima volta nell'inventario del 1542 dello studiolo di Isabella d'Este nel Palazzo Ducale di Mantova, come rappresentante Augusto e Livia.
Citato dal giovane Peter Paul Rubens, che lo definì il più bel cammeo esistente, durante la guerra di successione di Mantova e del Monferrato (1628-1631) venne requisito dalle truppe imperiali e portato a Vienna, per poi essere destinato al tesoro del castello di Praga durante la Guerra dei trent'anni, per essere saccheggiato durante la battaglia di Praga. Anni dopo ricomparve nelle collezioni di Cristina di Svezia. Le informazioni successive sono frammentarie. Probabilmente portato in Italia durante il suo soggiorno a Roma, venne forse lasciato per testamento al cardinale Decio Azzolini e poi acquistato, con il resto delle collezioni artistiche della regina, da Livio Odescalchi, duca di Bracciano e nipote di papa Innocenzo XI.
Nel 1794 il cameo figurava tra le collezioni di Pio VI nel palazzo Apostolico in Vaticano. Con l'Occupazione francese di Roma fu trasportato a Parigi oggetto delle spoliazioni napoleoniche, dove entrò nelle collezioni di Napoleone Bonaparte e Giuseppina. Dopo la caduta dell'imperatore rimase di proprietà della consorte, la quale lo donò allo zar Alessandro I di Russia in riconoscenza del suo aiuto durante una vista di quest'ultimo al castello di Malmaison. Chiamato da allora anche "Cammeo Malmaison", restò da allora nelle collezioni russe dell'Ermitage.

## Descrizione
Il cammeo mostra due figure di profilo, maschile in primo piano e femminile in secondo. Esse vengono oggi identificate come Alessandro Magno e Olimpiade o Tolomeo II e Arsinoe II, ma non mancano ipotesi di altre celebri coppie dell'antichità, come Germanico e Agrippina maggiore o Nerone e Agrippina minore. La figura maschile presenta l'elmo laurato, tipico di Alessandro Magno o di chi si voleva far ritrarre nelle sue vesti, e un mantello tenuto da una spilla a forma di testa di Gorgone e una con una testa maschile, probabilmente Zeus Ammone. La ghirlanda di alloro culmina in una serpentello, che ricorda l'ureo dei faraoni egizi.
I collari bronzei sono un'aggiunta successiva per mascherare che a un certo momento il cammeo finì spezzato a metà.
A Vienna nel Kunsthistorisches Museum esiste un altro cammeo ellenistico, il Cammeo tolemaico, con una storia simile, ma ritenuto di qualità leggermente inferiore, che in passato era stato confuso col Cammeo Gonzaga.